# Мителхервигсдорф
Мителхервигсдорф (њем. Mittelherwigsdorf) општина је у њемачкој савезној држави Саксонија. Једно је од 59 општинских средишта округа Герлиц. Према процјени из 2010. у општини је живјело 4.003 становника. Посједује регионалну шифру (AGS) 14626310.

## Географски и демографски подаци
Мителхервигсдорф се налази у савезној држави Саксонија у округу Герлиц. Општина се налази на надморској висини од 304 метра. Површина општине износи 36,5 km². У самом мјесту је, према процјени из 2010. године, живјело 4.003 становника. Просјечна густина становништва износи 110 становника/km².

## Међународна сарадња
| Мјесто   | Држава  | Врста сарадње | Од    |
| -------- | ------- | ------------- | ----- |
|          | САД     | партнерство   | 2001. |
| Богатиња | Пољска  | партнерство   | 2000. |
| Пистоја  | Италија | партнерство   | 2000. |
| Либерец  | Чешка   | партнерство   | 1973. |
| Извор    |         |               |       |